# Безусловна реакција
Безусловна реакција је ненаучени, спонтани, аутоматски одговор организма на одговарајућу безусловну драж. Безусловна реакција је наследно фиксиран и специфичан одговор за одређену врсту дражи.